# Jordi López (ciclista)
Jordi López Caravaca (Badalona, 14 agosto 1998) è un ciclista su strada spagnolo che corre per il team Euskaltel-Euskadi; è professionista dal 2020.

## Piazzamenti

### Classiche monumento
- Liegi-Bastogne-Liegi

2024: 114º